# Hârlău
Hârlău est une ville de Moldavie roumaine, dans le județ de Iași, située à 73 km de Iași et à 50 km de Botoșani.
Il s'y trouve une importante école de karaté.